# سوپ سیاه

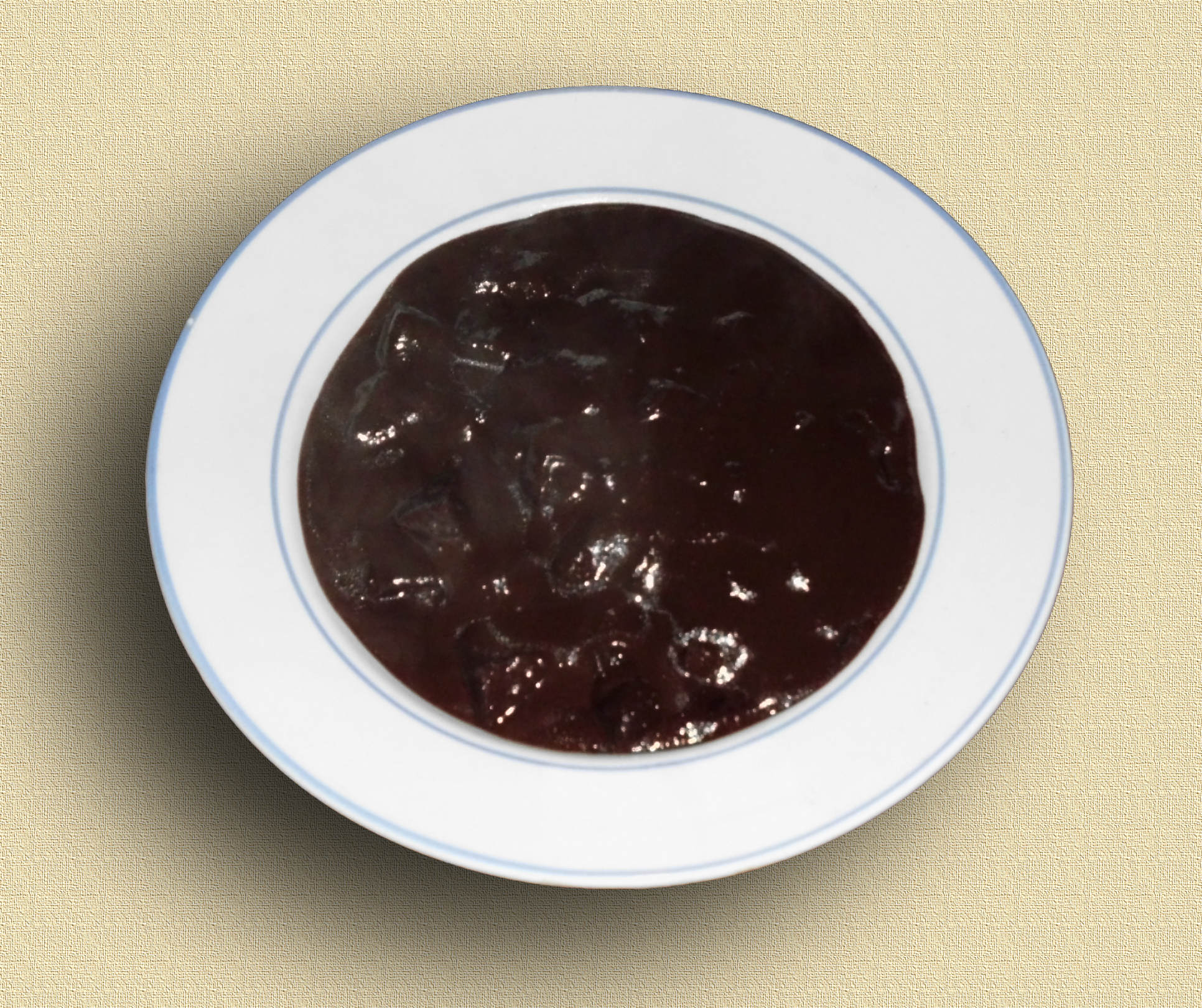
سوپ سیاه

سوپ سیاه یا آبگوشت سیاه (به یونانی: μέλας ζωμός با تلفظ melas zomos) نام شوربایی اسپارتی بود که از خون جوشیدهٔ خوک، گوشت خوک و سرکه (برای جلوگیری از دلمه بستن خون در حین پخت) تهیه می‌شد. این سوپ غالباً غذای لشکریان اسپارتی و آتنی را تشکیل می‌داد و علی‌رغم خوشمزه‌نبودن، سرباران را زنده نگاه می‌داشت.
امروزه نیز باوجودی‌که دستورالعمل اصلی پخت سوپ سیاه اسپارتی از بین رفته است اما هنوز هم سوپی با نام سوپ سیاه در کشورهایی همچون ایتالیا و فرانسه خورده می‌شود.